# Bünz
Le Bünz est une rivière suisse, c'est un affluent de l'Aar. Elle a donné son nom à l'expression Bünzli.

### Sources
- (de) Cet article est partiellement ou en totalité issu de l’article de Wikipédia en allemand intitulé « Bünz » (voir la liste des auteurs).